# Penombra

Zona d'ombra (A) e penombra (B)

La penombra (dal latino paene (quasi) e umbra (ombra)) è un'oscurità attenuata, una zona intermedia tra luce ed ombra, tale da consentire una visibilità sfumata o incerta.
In ottica la penombra è la zona di graduale passaggio dalla luce netta all'ombra che si forma su uno schermo quando si interpone un corpo opaco tra una sorgente luminosa estesa e lo schermo stesso.
In astronomia, la regione che circonda il cono d'ombra in un'eclissi e dalla quale è possibile osservare un'eclissi parziale.
In senso figurato significa vaghezza, indeterminatezza: la penombra confusa dei dolci giorni della fanciullezza (Serra). Condizione di scarsa notorietà dovuta a un mancato riconoscimento delle proprie qualità (un attore confinato nella p.) o a timidezza e mancanza d'iniziativa.